# Trachylepis vittata
Trachylepis vittata är en ödleart som beskrevs av  Olivier 1804. Trachylepis vittata ingår i släktet Trachylepis och familjen skinkar. IUCN kategoriserar arten globalt som livskraftig. Inga underarter finns listade i Catalogue of Life.